# Jonathan-Raphaël Bischoffsheim

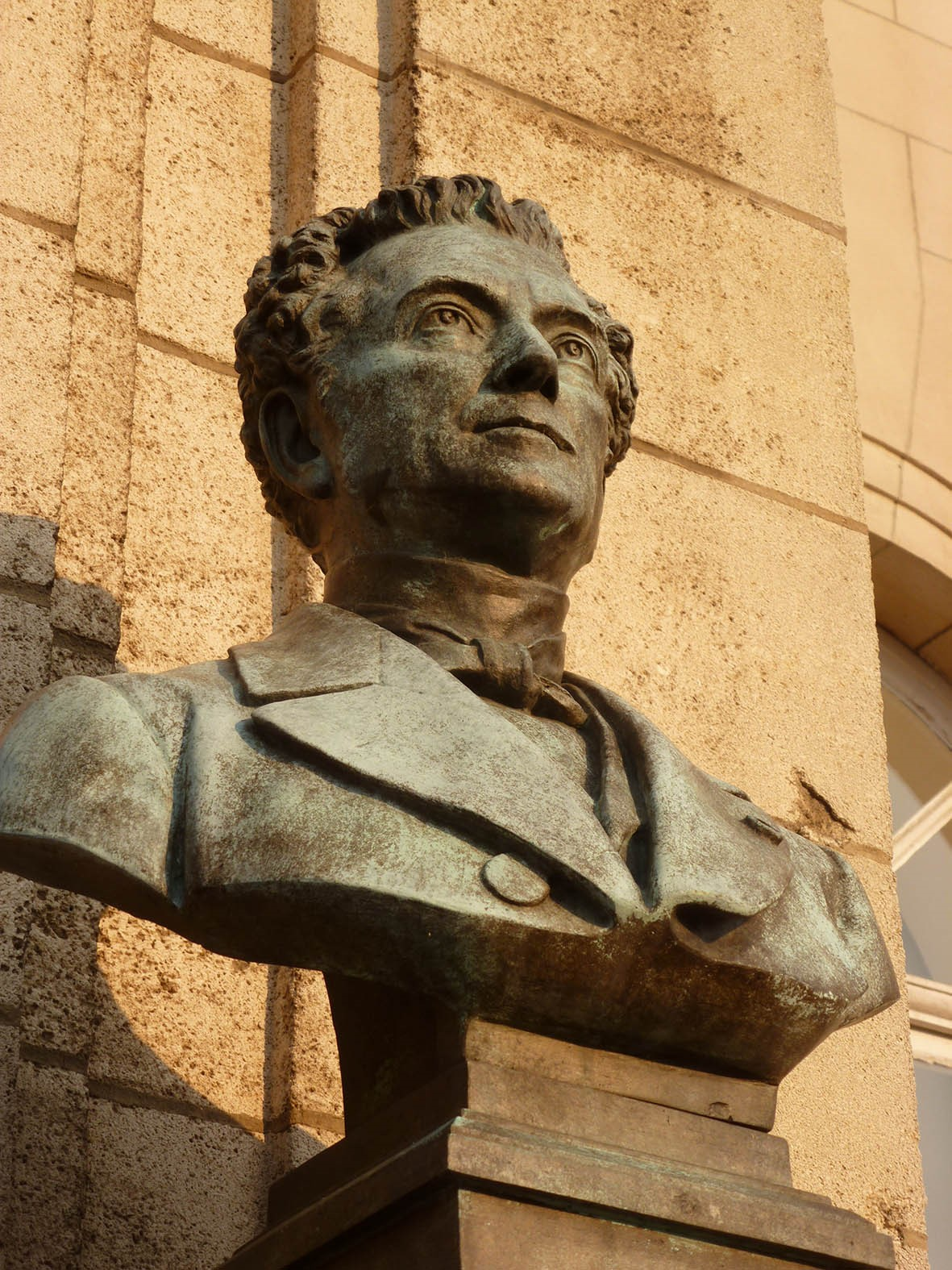
Jonathan-Raphaël Bischoffsheim

Jonathan-Raphaël Bischoffsheim (Mainz, 26 april 1808 - Watermaal-Bosvoorde, 5 februari 1883), ook Nathan Bischoffsheim genoemd, was een Belgisch bankier, ondernemer, filantroop en senator.

## Levensloop
Bischoffsheim was de tweede zoon van Raphaël Bisschoffsheim (Tauberbischofsheim 1773 - Mainz 1814) en Helen Cassel (1773-1853). Raphaël had een handel opgericht en werd, onder meer door zijn leveringen aan de legers van Napoleon, een van de meest welvarende inwoners van Mainz, wat hem het voorzitterschap opleverde van de Joodse gemeenschap in de stad.
Jonathan begon te werken bij zijn vader toen hij dertien was. Twee jaar later werd hij naar Amsterdam gezonden om er te werken onder de hoede van zijn oudere broer Louis-Raphaël Bischoffsheim. In 1827 stichtte Louis, samen met zijn toekomstige schoonbroer Benedict-Hayum Goldschmidt (1798-1873), een bank Bischoffsheim & Goldsmidt in Antwerpen, waar Jonathan mee aan de leiding van kwam. Na 1830, op zijn laatst in 1837, verhuisde Jonathan naar Brussel en stichtte er zijn eigen financiële instelling. Hij trouwde op 11 juni 1832 met Henriette Goldschmidt (Frankfurt 10 mei 1812 - Brussel 12 november 1892) dochter van de Londense bankier Hayum Salomon Goldschmidt (Frankfurt 11 September 1772 - Londen 12 Juli 1843). Zij was de zevende van de acht kinderen die hij had met Gelchen Gans (1779-1847).
Het echtpaar Bischoffsheim-Goldschmidt kreeg vier kinderen: 
- Claire (Clara) (1832-1899) die trouwde met Maurice de Hirsch,
- Ferdinand Raphael (1837-1909) die trouwde met Mary Paine,
- Regine (1834-1905) die trouwde met haar neef Leopold Benedict Goldschmidt (1830-1904), kleinzoon van Hayum Salomon Goldschmidt en zoon van Benedict Hayum Goldschmidt,
- Hortense Henriette (1843-1901), die trouwde met Georges Montefiore-Levi.

## Bankier en financier
De familiebanden en het netwerk dat ze in heel Europa ontwikkelden, maakten dat Bischoffsheim er vroeg in slaagde om een sterke financiële macht tot stand te brengen. Tevens was de oprichting van het koninkrijk België een opportuniteit voor jonge ambities om zich te laten gelden. Bischoffsheim, die de bank in Antwerpen bleef leiden, werd een van de inspiratoren van de financiële en monetaire politiek van het nieuwe land. Hij zorgde voor financiering van openbare en private investeringen en stond aan de wieg van talrijke bancaire en industriële initiatieven.
Vanaf 1836 was hij een van de bestuurders van de Banque de Belgique, de concurrent van de Société Générale. In 1841 redde hij de bank van het faillissement door er tien miljoen aandelen van te onderschrijven. In 1839 stond hij aan de wieg van de Bank Cassel, die later de financiële groep Sofina zou worden.  In de moeilijke jaren na 1848, slaagde hij er in de Union du Crédit de Bruxelles en de Union du Crédit de Liège op te richten.
Hij werd stilaan een van de financiële raadgevers van de overheid, meer in het bijzonder van koning Leopold I. Hij moedigde hem en de politieke tenoren aan om een emissiebank op te richten en de studie die hij hierover opstelde werd in de praktijk gebracht in 1850. Vanaf de aanvang en tot in 1870 werd hij directeur van de Nationale Bank van België en in 1870-1874 was hij voorzitter van de censors van de bank.
Hij was ook betrokken bij de stichting van het Gemeentekrediet van België en van de Algemene Spaar- en Lijfrentekas, en was vele jaren van beide instellingen bestuurder.
In 1875 deed hij een voorstel voor de oprichting voor een Nationale Maatschappij van Buurtspoorwegen, die alle spoorlijnen, buiten de grote hoofdlijnen, zou in handen nemen. Zijn studie diende als basis voor de wet van 1884-1885 die deze instelling oprichtte.
Hij maakte deel uit van de Commissie voor de herziening van het Wetboek van Koophandel.
Ook Kongo interesseerde Bischoffsheim. Zo was hij lid van een Studiecommissie voor Opper-Kongo.

## Ondernemer
De bankactiviteiten brachten mee dat Bischoffsheim ook in de industriële wereld zeer aanwezig was en in heel wat vennootschappen een invloedrijke plaats innam. Zo was hij beheerder of commissaris in:
- Charbonnages de Courcelles-Nord, waarvan hij medestichter was
- Compagnie Royale Asturienne des Mines, waarvan hij stichtend voorzitter was
- Compagnie générale de matériels de chemins de fer
- Compagnie de Floreffe pour la Fabrication de Glaces et de Produits Chimiques
- Charbonnages et Hauts-Fourneaux de l'Espérance
- Charbonnages et Hauts-Fourneaux d'Ougrée
- Société Linière de Saint-Léonard
- Chemins du Fer du Nord de la Belgique
- Compagnie Immobilière de Belgique, waarvan hij voorzitter was
- Chemin de Fer de Turnhout
- Mutuelle des Chemins de Fer
- Société pour l'explotation des brevets de John Cockerill
- Société pour la Fabrication de Soieries

## Senator
Hij werd lid van de Liberale partij en penningmeester van de Liberale Federatie.
In 1848 werd hij gemeenteraadslid van Brussel en bleef dit tot aan zijn dood. 
In 1859 kreeg hij de grote naturalisatie en in 1862 werd hij verkozen tot liberaal senator voor het arrondissement Brussel. Hij behield ook deze zetel tot aan zijn dood. Hij werd toen opgevolgd door zijn zoon Ferdinand Bischoffsheim.

## Mecenas en filantroop
De voornaamste filantropische activiteit naar waar de aandacht van Bischoffsheim ging, was het onderwijs.
- Hij was medestichter van de Vereniging voor de aanmoediging van onderwijs voor vrouwen.
- Dankzij hem konden in Brussel vier scholen worden opgericht: twee beroepsscholen en twee normaalscholen.

Hij was verder nog de mecenas van:
- de Vereniging 'de Penning voor de scholen'
- het Werk van de voedselvoorziening in de scholen

Daarnaast ondersteunde hij ook:
- de 'Schamele Armen'
- het Werk van de kledij voor bejaarden
- de Filantropische Vereniging van Brussel

## In vrijzinnige middens
Bischoffsheim was:
- medestichter van de Ligue de l'Enseignement (1864)
- bestuurder van de Université Libre de Bruxelles (1870-1883). Hij kwam in 1834 al voor op de lijst van de stichters. Hij verleende verschillende beurzen en financierde de oprichting van een leerstoel Arabisch.
- lid van een vrijmetselaarsloge

## Joodse inzet
Na 1830 bekommerde hij zich om de reorganisatie van de Joodse gemeenschap in Antwerpen. Vanaf 1833 vertegenwoordigde hij ze in het Centraal Israëlitisch Consistorie. Hij was drie jaar voorzitter van deze organisatie (1837-1840) en bleef er lid van tot 1848. Daarna was hij erelid of erevoorzitter.
Hij was ook lid van het Centraal comité van de Alliance israélite universelle en was een belangrijk donateur van de israelitische gemeenschap in Brussel. Hij droeg substantieel bij tot de bouw van de Grote Synagoge in de Regentschapsstraat.

## Eerbetoon
De naam van Jonathan Bischofsheim leeft voort in verschillende zaken:
- De Bischoffsheimlaan in Brussel is naar hem genoemd.
- Het 'Institut Bischoffsheim' in Brussel is een beroepsschool.
- Het kasteel dat hij in 1854 in Watermaal-Bosvoorde liet optrekken werd in 1953 aangekocht door de International School of Brussels, die het kasteeldomein gaandeweg uitbouwde tot een campus van 16 ha.
- Het plein dat de gemeente Watermaal-Bosvoorde uit dankbaarheid aan haar gulle inwoner naar hem had genoemd, werd helaas in 2005 door burgemeester Martine Payfa herdoopt tot Andrée Payfa-Fosséprezplein, ter ere van haar moeder, eveneens burgemeester van de gemeente.